# Nathan Williams (Politiker)
Nathan Williams (* 19. Dezember 1773 in Williamstown, Province of Massachusetts Bay; † 25. September 1835 in Geneva, New York) war ein britisch-amerikanischer Jurist und Politiker. Zwischen 1805 und 1807 vertrat er den Bundesstaat New York im US-Repräsentantenhaus.

## Werdegang
Nathan Williams wurde ungefähr zwei Jahre vor dem Ausbruch des Unabhängigkeitskrieges in Williamstown geboren. Er besuchte Gemeinschaftsschulen in Bennington (Vermont). Die Familie zog 1786 nach Troy. Er studierte Jura. Seine Zulassung als Anwalt erhielt er 1795 und begann dann in Utica zu praktizieren. Er unterstützte die Gründung der Utica Public Library, wo er viele Jahre lang den Posten als Bibliothekar innehatte. Dann war er Präsident der Village und Präsident der Manhattan Bank. 1801 wurde er Bezirksstaatsanwalt – eine Stellung, die er bis 1813 bekleidete.
Als Gegner einer zu starken Zentralregierung schloss er sich in jener Zeit der von Thomas Jefferson gegründeten Demokratisch-Republikanischen Partei an. Bei den Kongresswahlen des Jahres 1804 für den 9. Kongress wurde er im 15. Wahlbezirk von New York in das US-Repräsentantenhaus in Washington, D.C. gewählt, wo er am 4. März 1805 die Nachfolge von Gaylord Griswold antrat. Er schied nach dem 3. März 1807 aus dem Kongress aus.
Williams diente während des Britisch-Amerikanischen Krieges. Zwischen 1816 und 1818 sowie im Jahr 1819 saß er in der New York State Assembly. Am 28. Januar 1817 wurde er Regent an der University of the State of New York. Er hielt den Posten bis zum 13. Februar 1824 inne. Zwischen 1818 und 1821 war er Bezirksstaatsanwalt im Oneida County. Er nahm 1821 als Delegierter an der verfassunggebenden Versammlung von New York teil. Zwischen 1823 und 1833 war er Richter am Bezirksgericht. 1834 ernannte man ihn zum Clerk am New York Supreme Court. Er zog dann nach Geneva, wo er am 25. September 1835 verstarb. Sein Leichnam wurde auf dem Friedhof in Utica beigesetzt, allerdings wurden seine sterblichen Überreste auf den Forest Hill Cemetery umgebettet.